# Vinnemerville
Vinnemerville ist eine französische Gemeinde mit 224 Einwohnern (Stand: 1. Januar 2022) im Département Seine-Maritime in der Region Normandie (vor 2016 Haute-Normandie). Sie gehört zum Arrondissement Le Havre und zum Kanton Fécamp (bis 2015 Valmont). Die Einwohner werden Vinnemervillais genannt.

## Geographie
Vinnemerville liegt im Pays de Caux etwa 43 Kilometer nordöstlich von Le Havre. Umgeben wird Vinnemerville von den Nachbargemeinden Saint-Martin-aux-Buneaux im Norden, Butot-Vénesville im Osten, Canouville im Südosten, Criquetot-le-Mauconduit im Süden sowie Sassetot-le-Mauconduit im Westen.

## Bevölkerungsentwicklung
| Jahr                      | 1962 | 1968 | 1975 | 1982 | 1990 | 1999 | 2006 | 2013 |
| Einwohner                 | 202  | 188  | 160  | 203  | 196  | 211  | 209  | 218  |
| Quelle: Cassini und INSEE |      |      |      |      |      |      |      |      |

## Sehenswürdigkeiten
- Kirche Notre-Dame aus dem 18. Jahrhundert
- Herrenhaus aus dem 17. Jahrhundert